# Germantown (Tennessee)
Germantown è una città di 41 333 abitanti degli Stati Uniti d'America, nella contea di Shelby, nello Stato del Tennessee.

## Storia
Germantown venne fondata lungo il sentiero dei Cherokee su un crinale tra il fiume Wolf e il Nonconnah Creek, circa 16 miglia a est del fiume Mississippi.

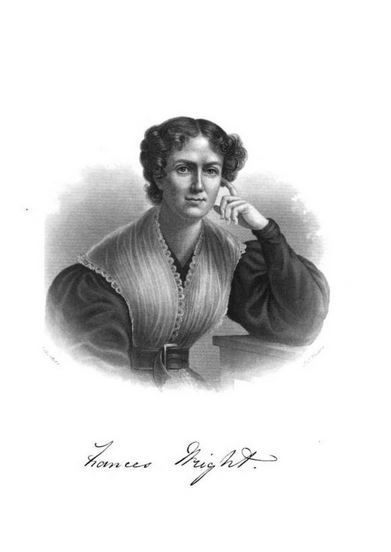
Miss Frances Wright

I primi abitanti arrivarono a Germantown circa nel 1825. Tra il 1825 e il 1830, Miss Frances Wright costituì Nashoba Plantation, una comunità utopica finalizzata all'emancipazione degli schiavi. Nel 1830 fu aperto il primo negozio, visto il crescente numero di persone che si stabilivano nella zona.
La comunità assunse il nome di Pea Ridge nel 1833, e, nel 1834, il geometra N. T. German tracciò i lotti della città e, nel 1836, il nome cambiò in Germantown, a indicazione della presenza di famiglie tedesche nella zona.
La città venne incorporata nel 1841, mentre, nel 1852, venne costruita la ferrovia Memphis-Charleston nei pressi del nucleo urbano.
Germantown vide una riduzione della popolazione durante la guerra di secessione e l'epidemia di febbre gialla, arrivando a contare poche centinaia di abitanti.
Lentamente la città torno a crescere, le chiese, distrutte durante il conflitto, furono ricostruite, vennero istituite scuole e pian piano la popolazione tornò a crescere verso fine del XIX secolo.
Per un breve periodo, durante la prima guerra mondiale, la città prese il nome di Neshoba, una parola indiana che significa "lupo".
Durante il XX secolo l'impegno dei cittadini determinò un fiorire di chiese e associazioni tra cui la Poplar Pike Improvement Association e il Germantown Civic Club, che ebbero un ruolo centrale nello sviluppo della comunità.
Nella seconda metà del secolo la popolazione crebbe da circa 400 a oltre 40 000 abitanti mentre, nei decenni, la municipalità, con il supporto dei cittadini, lavorò assiduamente per mantenere sotto controllo lo sviluppo urbano.

## Monumenti e luoghi di interesse

### Old Germantown
I primi abitanti scelsero di insediarsi in aree rialzate e si raggrupparono intorno al deposito ferroviario, originariamente eretto nel 1868 e ricostruito nel 1948, oggi sede locale museo ferroviario. Oggi l'area è attrezzata con cartelli e indicazioni che descrivono gli edifici e i luoghi.

### Fort Germantown
In questo luogo, menzionato nel registro dei siti storici, sono poste alcune repliche di cannoni in onore dei 250 soldati unionisti che costruirono un terrapieno come parte delle fortificazioni realizzate per difendere la ferrovia durante il periodo della guerra d'indipendenza.

### John Gray House
Situata nel parco municipale, la casa di John Gray è uno degli edifici in mattoni più vecchi della contea di Shelby.
L'edificio, spostato in città dalla sua posizione originale, è sotto la supervisione della commissione storica ed è aperto al pubblico in diverse occasioni durante l'anno.

## Società

### Evoluzione demografica
Dopo una iniziale crescita vertiginosa la popolazione si è attestata a un valore stabile.
Abitanti censiti